# Earle Morris
Earle E. Morris, Jr., född 14 juli 1928 i Pickens i South Carolina, död 11 februari 2011, var en amerikansk demokratisk politiker. Han var South Carolinas viceguvernör 1971–1975 och delstatens kontrollör (South Carolina Comptroller General) 1976–1999.
Efter sin karriär som politiker var Morris styrelseordförande i Carolina Investors. Företaget gick 2003 i konkurs och i samband med konkursen uppdagades en bedrägerihärva. Morris fick till sist nästan fyra års fängelse för bedrägeri och blev frigiven av hälsoskäl i mars 2010.

## Utmärkelser
Morris blev 1980 hedersdoktor i public service vid University of South Carolina, 1981 hedersdoktor i medicin vid Medical University of South Carolina, 1982 hedersdoktor i humanvetenskaperna (Doctor of Humanities h.c.) vid Lander College, 1982 hedersdoktor i juridik vid Clemson University, 1983 hedersdoktor i juridik vid militärhögskolan The Citadel, 1984 hedersdoktor i humanvetenskaperna vid Francis Marion College, 1988 hedersdoktor i juridik vid Central Wesleyan College, 1990 hedersdoktor i public service vid South Carolina State College, 1992 Doctor of Humane Letters h.c. vid University of Charleston och 1996 Doctor of Humane Letters h.c. vid Winthrop University.